# Pseudostixis kivuensis
Pseudostixis kivuensis är en skalbaggsart som beskrevs av Stefan von Breuning 1936. Pseudostixis kivuensis ingår i släktet Pseudostixis och familjen långhorningar. Inga underarter finns listade i Catalogue of Life.